# Condado de los Gaitanes

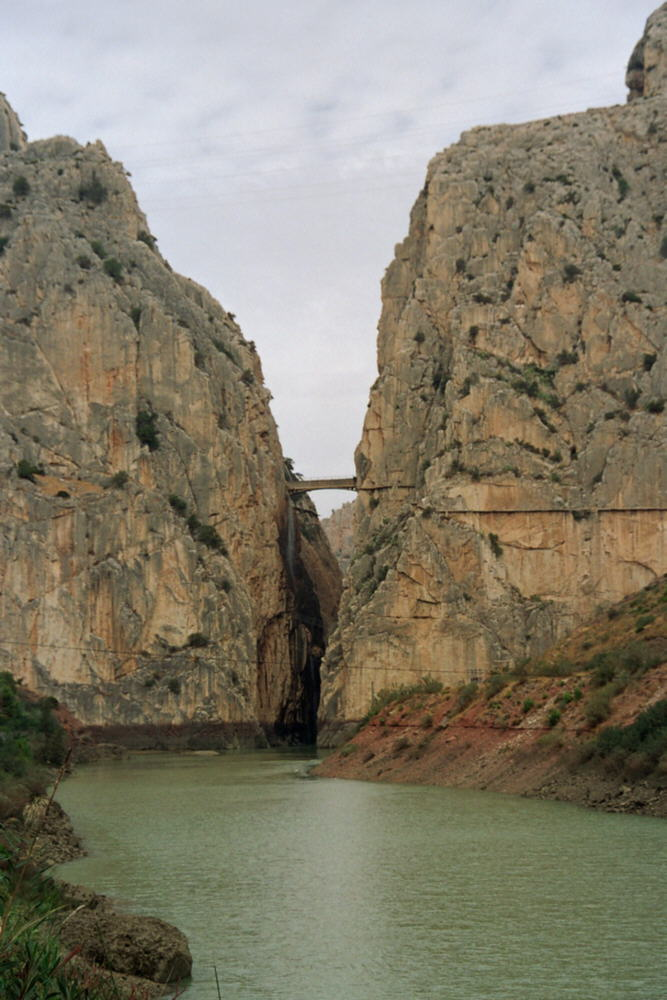
Desfiladero de Los Gaitanes, provincia de Málaga.

El condado de los Gaitanes es un título nobiliario español creado por el rey Alfonso XIII el 20 de junio de 1919 a favor de José Luis de Ussía y Cubas, hijo del I marqués de Aldama y nieto del I marqués de Fontalba. José Luis de Ussía y Cubas debió su título de conde de los Gaitanes a una famosa operación financiera con la que se hizo un préstamo a Francia a través de su banca privada en 1917, cuando este país estaba a punto de ser vencido por los ejércitos alemanes. El 25 de junio de 1993, Juan Carlos I de España le concede la grandeza de España, siendo titular Luis de Ussía y Gavaldá.

## Denominación
Su nombre se refiere al desfiladero de los Gaitanes, situado en la provincia de Málaga, en Andalucía.

## Condes de los Gaitanes
|                           | Titular                           | Periodo                   |
| Creación por Alfonso XIII | Creación por Alfonso XIII         | Creación por Alfonso XIII |
| ------------------------- | --------------------------------- | ------------------------- |
| i                         | José Luis de Ussía y Cubas        | 1919-1952                 |
| ii                        | Luis de Ussía y Gavaldá           | 1956-2005                 |
| iii                       | Pedro de Ussía y Muñoz-Seca       | 2006-2016                 |
| iv                        | María Macarena de Ussía y Bertrán | 2017-actual titular       |

## Historia de los condes de los Gaitanes
- José Luis de Ussía y Cubas (m. 30 de marzo de 1952), I conde de los Gaitanes.[1]

Se casó el 24 de abril de 1912 con María de los Ángeles Gavaldá y López-Pelegrín. Le sucedió su hijo:
- Luis de Ussía y Gavaldá (1913-3 de octubre de 2005),[4] II conde de los Gaitanes, grande de España, por carta de sucesión del 20 de febrero de 1956, y caballero de la Orden de Calatrava. El 25 de junio de 1993, el rey Juan Carlos le concedió la Grandeza de España por su estrecha colaboración con su padre, Juan de Borbón, conde de Barcelona.

Contrajo matrimonio en 1937 con María de la Asunción Muñoz-Seca y Ariza (m. 29 de junio de 2002), hija del dramaturgo Pedro Muñoz Seca con quien tuvo diez hijos. Le sucedió su hijo:
- Pedro de Ussía y Muñoz-Seca (m. 2016), III conde de los Gaitanes, grande de España.[6]

Se casó el  de julio de 1963 con Paloma Bertrán y Moreno, nieta materna del ingeniero de caminos José Moreno Osorio, iv conde de Fontao. Tuvieron por descendencia a: María Macarena, Mónica, Luis y María. Le sucedió su hija:
- María Macarena de Ussía y Bertrán, IV condesa de los Gaitanes, grande de España,[7] casada con Juan Díaz de Bustamante y Zulueta. Sus hijos: Macarena, Juan, Borja, Javier, José, Santiago, Soledad, María y Rosario Díaz de Bustamante y Ussía.